# Биловар, Кристиан Русланович
Кри́стиан Русла́нович Билова́р (укр. Крістіан Русланович Біловар; род. 5 февраля 2001, Дебрецен) — украинский футболист, защитник киевского «Динамо».

## Биография
Родился 5 февраля 2001 года в Дебрецене в семье прокурора Руслана Биловара. Воспитанник ужгородской СДЮСШОР и академии киевского «Динамо». С 2017 года выступал за юношескую и молодёжную команды киевского клуба в чемпионатах U-19, U-21 и в юношеской лиге УЕФА.
23 июля 2021 года перешёл в черниговскую «Десну» на условиях аренды сроком на 1 год. В УПЛ дебютировал 25 июля 2021 года, заменив на 87-й минуте Левана Арвеладзе в матче против «Черноморца» (3:0).
3 сентября 2021 года был отдан в аренду в одесский «Черноморец».

## Личная жизнь
Жена — дочь президента киевского «Динамо» Игоря Суркиса Яна Суркис. 17 декабря 2024 года родился сын Александр.

## Достижения
«Динамо» (Киев)
- Чемпион Украины: 2024/25
- Серебряный призёр чемпионата Украины: 2023/24